# Falkenbergs Motorbana

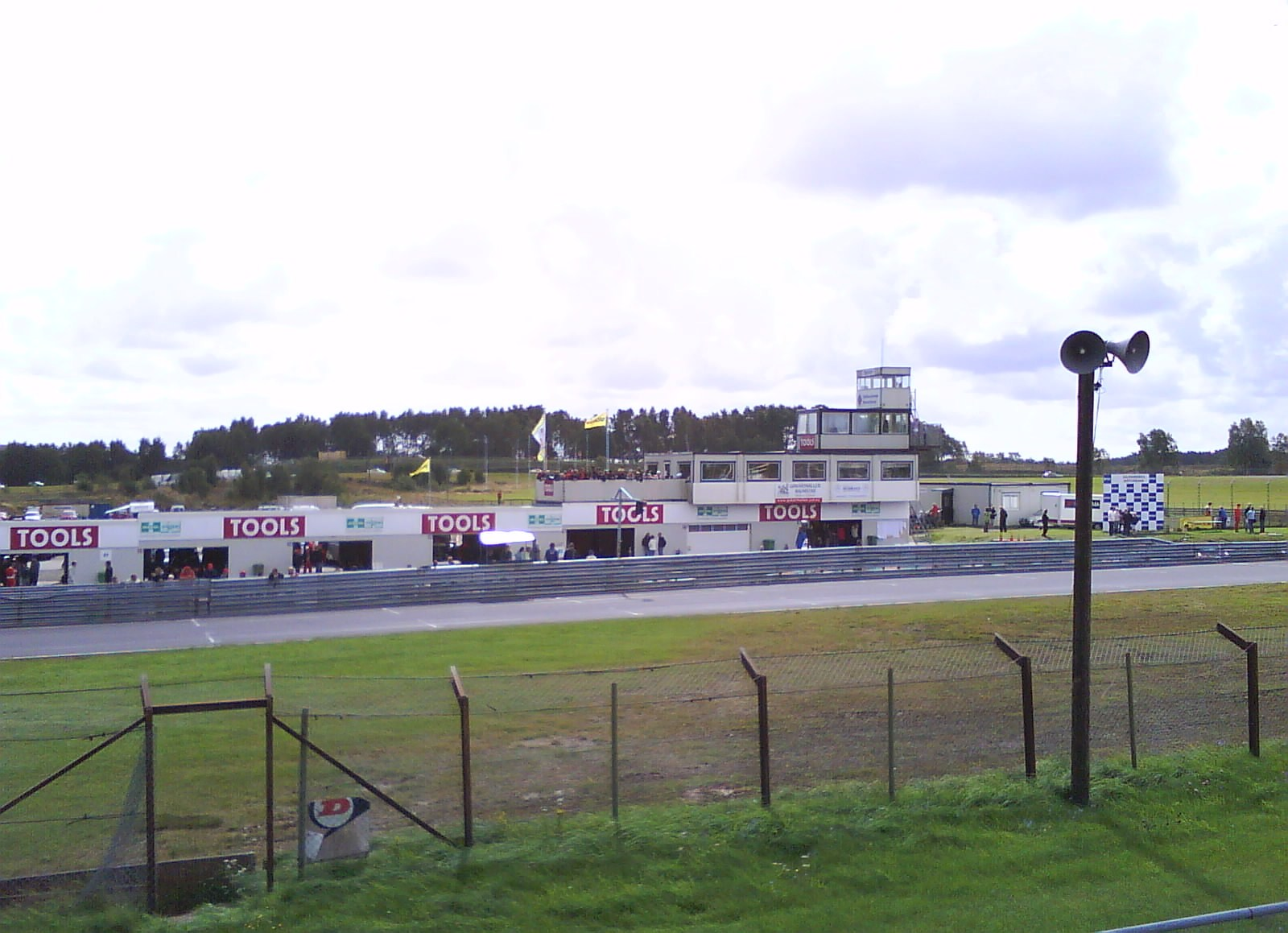
Falkenbergs Motorbana, Boxengebäude und Rennleitungsturm

Die Falkenbergs Motorbana ist eine Rennstrecke in Schweden, die knapp zehn Kilometer östlich der Stadt Falkenberg bei der Ortschaft Bergagård liegt.

## Geschichte
Von 1952 bis 1964 wurden in Falkenberg auf einem 4,276 Kilometer langen Straßenkurs namens Skreabanan Rennen ausgetragen. Erst danach erfolgte der Bau der Falkenbergs Motorbana. Diese wurde 1967 eröffnet.
Der nun etwa 1843 Meter lange und 10 Meter breite Kurs blieb über lange Zeit unverändert. Im Jahr 2004 wurde die erste Kurve aus Sicherheitsgründen zu einer Schikane umgebaut. Die Tribünen bieten Platz für 1000 Personen sowie für etwa 1300 weitere Zuschauer bei Großveranstaltungen.

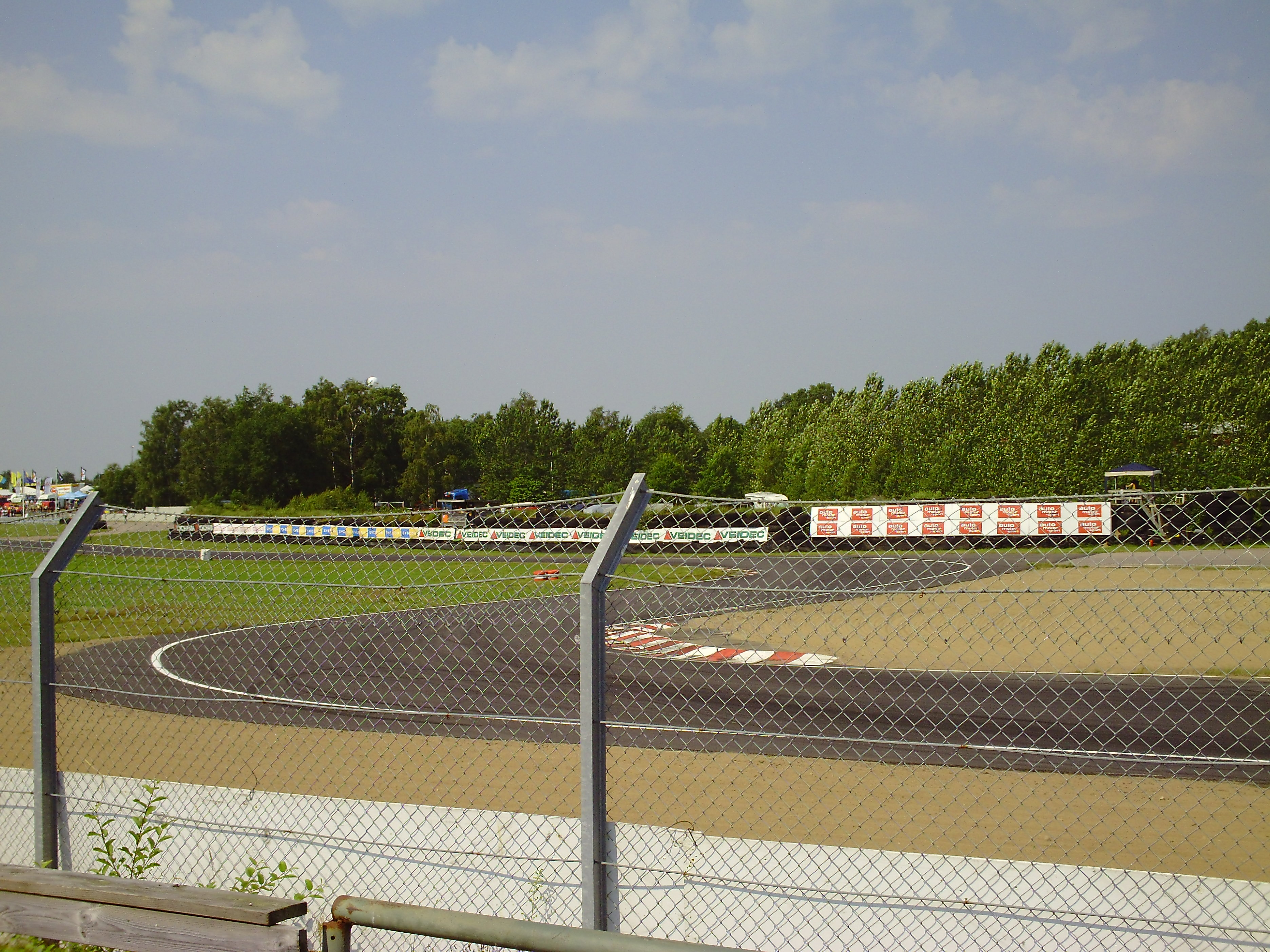
Falkenbergs Motorbana, Schikane

## Veranstaltungen
Regelmäßig zu Gast ist auf der vom Falkenbergs Motorklubb betriebenen Strecke die Schwedische Tourenwagen-Meisterschaft sowie der Skandinavische Porsche Carrera Cup. In den späten 1970ern und frühen 1980ern wurden auf der Falkenbergs Motorbana auch Rallycross-Rennen ausgefahren.
Auf dem Gelände befindet sich auch eine Kartbahn, ⁣ die 550 m lang und 8 m breit ist.